# Peadar O'Donnell
Peadar O'Donnell (en irlandais : Peadar Ó Domhnaill ; 22 février 1893 - 13 mai 1986) est un des militants les plus importants du mouvement socialiste en Irlande au XXe siècle. 
Militant syndicaliste, puis membre éminent de l'IRA, O'Donnell se fait connaître comme républicain irlandais et activiste socialiste de premier plan. Outre son activité d'homme politique, il est aussi connu comme écrivain.

## Biographie

### Jeunesse
Peadar O'Donnell nait en 1893, dans une famille de langue irlandaise à Meenmore, près d'An Clochán Liath, dans le comté de Donegal, au nord-ouest de l'Irlande. Il est le cinquième fils de James O'Donnell, un violoniste local populaire, qui gagne sa vie grâce à sa petite exploitation, à son travail de saisonnier en Écosse et à son travail en hiver dans un moulin local, et de Brigid Rogers, issue d'un milieu ouvrier radical et nationaliste, qui travaille dans un magasin coopératif local. Son oncle Peter est membre du syndicat des Industrial Workers of the World (Travailleurs industriels du monde, IWW) à Butte, dans le Montana, et Peadar le rencontre lors des retours de son oncle en Irlande . 
O'Donnell fréquente le St Patrick's College à Dublin, où il suit une formation d'enseignant jusqu'en 1913. Il retourne ensuite au Donegal où il enseigne à Inishfree, Derryhenny, puis sur l'île d'Arranmore où il commence à écrire ses premières œuvres littéraires. C'est également à cette période qu'il rencontre véritablement les idées du socialisme. En effet, il prend alors fait et cause pour les travailleurs locaux, habitués des migrations saisonnières en Écosse, où il se rend pour les défendre, y rencontrant des militants syndicaux. En 1918, il devient un militant syndical à plein temps du Syndicat irlandais des transports et autres travailleurs (Irish Transport and General Workers' Union, ITGWU) et un animateur pour les comtés du Nord.

### Guerre d'Indépendance irlandaise
En 1919, Peadar O'Donnell est l'un des principaux organisateurs de l'ITGWU. Il tente d'organiser à Derry une unité de l'Irish Citizen Army (l'Armée irlandaise des citoyens, ICA) la milice socialiste liée au mouvement syndical qui a pris part à l'insurrection de Pâques. Cette tentative ayant échoué, O'Donnell rejoint l'Irish Republican Army (Armée irlandaise républicaine, IRA), et y est actif pendant la guerre d'Indépendance irlandaise (1919-1921). Au cours de cette période, il dirige les activités de guérilla de l'IRA dans le comté de Derry et de Donegal, qui organise principalement des raids contre la Royal Irish Constabulary et les casernes de l'armée britannique. En juin 1920, il dirige un détachement de l'IRA pour rétablir l'ordre à Derry, après les attaques de l'Ulster Volunteer Force (UVF) et du régiment du Dorset de l'armée dirigées depuis avril contre des résidents de la ville. 
En 1921, il devient commandant de la 2e Brigade de la Division des Volontaires du Nord de l'IRA. Il devient connu à cette époque comme un officier têtu et parfois insoumis car il lance souvent des opérations sans en avoir reçu l'ordre et au mépris des directives de ses supérieurs de l'IRA. O'Donnell tente également de faire basculer les décisions des tribunaux du Dáil quand il estime qu'ils défendent les intérêts des grands propriétaires fonciers et empêche la Police républicaine irlandaise d'exécuter dans sa zone de brigade de tels jugements, en particulier ceux des tribunaux d'arbitrage foncier. Au printemps 1921, O'Donnell et ses hommes doivent échapper à un balayage du comté par plus de 1 000 soldats britanniques.

### Guerre civile irlandaise
Après la ratification du traité anglo-irlandais de 1922 par une majorité du Dáil, le mouvement républicain est divisé sur l'opportunité d'accepter ce compromis, qui met fin à court terme aux espoirs d'une République irlandaise, mais qui signifie un État libre irlandais indépendant immédiatement. L'IRA se divise entre ceux qui refusent d'abandonner le projet républicain et d'accepter la partition, qui forment l'IRA "irrégulière" et ceux qui vont former l'Armée nationale irlandaise (INA) de l'État libre. O'Donnell fait partie de ceux qui sont opposés à ce compromis et en mars 1922, il est élu, avec Joe McKelvey, représentant de l'Ulster au sein de l'exécutif de l'IRA anti-traité. En avril, il fait partie des hommes de l'IRA qui prennent le contrôle du bâtiment des Four Courts à Dublin, événement déclencheur de la Bataille de Dublin, le premier affrontement de la guerre civile irlandaise avec le nouveau gouvernement de l'État libre. O'Donnell parvient à s'échapper du bâtiment des Four Courts après son bombardement et sa reddition, mais il est ensuite capturé par l'Armée de l'État libre. O'Donnell est alors emprisonné, à Mountjoy Gaol d'abord, puis au camp de Curragh. Après la fin de la guerre civile, il participe à la grève de la faim républicaine de masse qui a été lancée pour protester contre l'emprisonnement permanent des hommes de l'IRA, il reste alors en grève de la faim pendant 41 jours. L'expérience de la prison de O'Donnell et son évasion en mars 1924 sont décrites dans ses mémoires de 1932, The Gates Flew Open.

### Socialisme
Contrairement à de nombreux républicains irlandais de l'époque, O'Donnell ne voit pas la cause républicaine uniquement en termes nationalistes irlandais. O'Donnell milite également pour une révolution sociale dans une Irlande indépendante, se considérant comme un disciple de James Connolly, le républicain socialiste exécuté pour sa participation à l'Insurrection de Pâques. De 1919 à 1923, l'Irlande connaît de nombreux troubles sociaux, des occupations de terre par les paysans locataires des grands propriétaires dans les zones rurales et des occupations d'usine par les ouvriers. O'Donnell est d'ailleurs considéré comme le premier Irlandais à utiliser le terme occupation en relation avec l'occupation d'un lieu de travail, lorsque, avec le personnel de l'hôpital de Monaghan, il participe à son occupation en 1919. « L'occupation a été, en fait, la première action en Irlande à se décrire comme un soviet et le drapeau rouge a été hissé au-dessus. »  C'était également l'un des premiers soviets déclarés hors de Russie. O'Donnell devient gouverneur du Soviet, déclare la semaine de 48 heures pour tous les travailleurs et limoge l'infirmière-chef pour insubordination. Finalement, les travailleurs reprennent le travail contre un accord. Cette occupation lance le mouvement des « Soviets irlandais », qui dure jusqu'en 1923. 
O'Donnell pense que l'IRA doit coller aux revendications populaires et adopter une orientation socialiste pour soutenir la redistribution des terres et les droits des travailleurs. Il attribue le manque de soutien de la population irlandaise lors de la guerre civile aux républicains anti-traité à l'absence d'un véritable programme social. Certains républicains, notamment Liam Mellows, partagent le point de vue de O'Donnell. De fait, à la suite des occupations spontanées de terres, le Land Act de 1923 consacre une grande redistribution des terres des propriétaires absents aux locataires dans le nouvel État libre.

### Politique après la guerre civile
En 1923, alors qu'il est emprisonné, il est élu Teachta Dála (député, TD) pour le Sinn Féin dans le Donegal. En 1924, à sa sortie d'internement, O'Donnell devient membre du Conseil exécutif et du Conseil de l'armée de l'IRA. Il prend également la direction du journal républicain An Phoblacht. O'Donnell ne siège pas au Dáil, dont il nie avec les républicains la légitimité, et ne se présente pas aux élections générales de juin 1927. Il essaye d'orienter l'IRA vers des positions de gauche et crée à cet effet des organisations comme l'Irish Working Farmers' Committee (Comité des travailleurs agricoles irlandais, IWFC), qui envoie des représentants en Union soviétique et adhère à la Krestintern. O'Donnell fonde également la Anti-Tribute League (Ligue anti-tribut, ATL), qui s'oppose au remboursement des rentes au gouvernement britannique en vertu des Lois sur la terre irlandaise. O'Donnell fonde en 1931 un parti républicain socialiste de courte durée, Saor Éire, qui devait donner à l'IRA un programme politique clair et développer son influence dans les secteurs populaires.
Dans les années 1930, O'Donnell et l'IRA se retrouvent en conflit avec leurs anciens ennemis de la guerre civile. Éamon de Valera, qui a fondé le Fianna Fáil avec des républicains anti-traité, arrive au pouvoir en Irlande en 1932, puis légalise l'IRA en 1932-1936. O'Donnell annonce qu'il n'y aura « pas de liberté d'expression pour les traîtres », c'est-à-dire pour le Cumann na nGaedheal, le parti formé par les anciens républicains ayant accepté le traité anglo-irlandais et la partition de l'Irlande. Ses hommes attaquent alors les réunions politiques du Cumann na nGaedheal. À la même époque, Eoin O'Duffy, ancien général de l'armée irlandaise et commissaire de la Garda Síochána, fonde la milice fasciste des Blueshirts, qui attaque les réunions républicaines. De violents affrontements opposent alors régulièrement les deux partis, avant l'interdiction des Blueshirts et de l'IRA.

### Le Congrès républicain

Le drapeau du Congrès républicain, le Starry Plough.

Les tentatives répétées de O'Donnell pour persuader le reste de l'IRA de devenir une organisation socialiste échouent. Finalement, O'Donnell et d'autres républicains de gauche quittent l'IRA en 1934 pour fonder le Congrès républicain avec d'autres socialistes, communistes et membres de Cumann na mBan. Bien qu'ils aient quitté l'IRA, O'Donnell et d'autres sont jugés par contumace par une cour martiale de l'IRA présidée par Seán Russell qui les exclue « avec ignominie ». 
L'objectif primordial du Congrès républicain est le maintien d'un front uni contre le fascisme.  
Le point culminant du Congrès républicain se situe entre mai et septembre 1934, il connaît alors un succès remarquable en tant qu'organisation faîtière pour l'agitation de classe. Cela provoque la colère des dirigeants de l'IRA, qui interdisent à leurs membres d'y adhérer. Cela conduit à de nombreuses défections au sein de l'IRA au profit du Congrès républicain à Dublin, et au succès spectaculaire de celui-ci dans l'organisation des protestants de Belfast sous sa bannière.
En juin 1934, lors d'une marche républicaine au cimetière de Bodenstown pour honorer le père fondateur du républicanisme irlandais, Theobald Wolfe Tone les républicains de la branche du Congrès républicain de Shankill Road de Belfast, dont le capitaine Jack White, se heurtent à l'IRA. Beaucoup sont protestants et membres du Parti socialiste d'Irlande du Nord, ils portent des banderoles avec des slogans comme « Rompre avec le capitalisme » et « Irlandais unis de 1934 » (en référence au mouvement des Irlandais unis de 1798). Les dirigeants de l'IRA cherchent à empêcher le contingent de Belfast de porter leurs bannières et tentent de les saisir, à la surprise de la plupart. Se défendant d'agir par sectarisme religieux, l'IRA justifie cette action par son refus des mots d'ordre marxistes.
Le Congrès républicain menait des attaques contre les Blueshirts à Dublin, tandis que la base de l'IRA continuait de les attaquer ailleurs. En septembre 1934, l'État écrase les Blueshirts ; les dirigeants du Fine Gael, le parti formé par la fusion du Cumann na nGaedheal et des Blueshirts, écartent de la direction Eoin O'Duffy, revenant à la politique parlementaire. Avec la disparition imminente des Blueshirts, 186 délégués assistent à ce qui fut la dernière assemblée du Congrès républicain à l'hôtel de ville de Rathmines les 29 et 30 septembre 1934. Le Congrès se divise alors sur une proposition de Michael Price qui vise à le transformer en parti politique formel. La proposition est perçue par le Parti communiste d'Irlande et d'autres groupes du Congrès comme leur faisant concurrence et dépréciant leur rôle. O'Donnell rejette aussi la proposition, arguant que la gauche avait plus de pouvoir en tant que front uni.

### La guerre civile espagnole et après
En 1936, O'Donnell est à Barcelone pour assister aux Olympiades populaires, interrompues par le déclenchement de la guerre civile espagnole. Il rejoint les milices républicaines espagnoles qui soutiennent le gouvernement du Front populaire contre l'insurrection militaire de Francisco Franco. De retour en Irlande, il encourage d'autres républicains à se battre pour la République espagnole. Les membres du Congrès républicain dirigés par Frank Ryan et certains membres du Parti communiste d'Irlande rejoignent les Brigades internationales, où ils sont connus sous le nom de colonne Connolly (du nom de James Connolly),. 
Les attitudes à l'égard de la guerre civile espagnole reflètent les divisions de la guerre civile irlandaise. La puissante Église catholique soutient les nationalistes catholiques de Franco, s'efforçant de rendre impopulaire la cause de l'Espagne républicaine. O'Donnell fait remarquer que les évêques condamnent les républicains anti-traité parce qu'ils s'opposent à un gouvernement démocratique, mais défendent maintenant la même chose eux-mêmes. Eoin O'Duffy, ancien commandant des forces pro-traité et fondateur des Blueshirts, conduit l'ultra-catholique Brigade irlandaise en Espagne pour soutenir les nationalistes ; ils sont renvoyés chez eux par Franco. 
Dans les années 1960, Peadar O'Donnell préside l'organisation opposée à la guerre du Vietnam Irish Voice on Vietnam. Il fait aussi partie, comme George Gilmore, des vieux républicains socialistes invités par les étudiants à débattre dans les universités.

### Vie privée
Après son évasion de la prison de Kilmainham, Peadar épouse, le 25 juin 1924, Lile O'Donel, officier de Cumann na mBan. Peadar et Lile ne se sont jamais rencontrés, mais ils échangent beaucoup pendant son séjour en prison — elle est un canal pour les messages républicains de l'extérieur, alors qu'il est fortement impliqué dans les communications à l'intérieur.  O'Donnell raconte la façon dont Lile s'est frayé un chemin pour rencontrer Thomas Johnson, alors chef du Parti travailliste, et lui fait savoir qu'il sera abattu si O'Donnell venait à être exécuté. Les témoins du mariage de Lile et Peadar comprennent son frère Frank, Sinéad de Valera, Fiona Plunkett (en) du Cumann na mBan et Mary MacSwiney. Leur lune de miel dans un hôtel du comté de Dublin, entamée le soir même, est interrompue au matin, O'Donnell devant fuir après avoir été reconnu. Lile a un héritage important qui permet à Peadar de se consacrer à l'écriture et au militantisme politique, il devient comme l'écrit Donal Ó Drisceoil, « la bête noire des rapports de police : l'agitateur professionnel. » Ils habitent  Marlborough Road à Donnybrook pendant de nombreuses années.
Ils s'installent ensuite à Drumcondra, où ils élèvent leur neveu. Après que Joe O'Donnell, le frère de Peadar, meurt dans un accident à New York, Peadar et Lile proposent de revenir en Irlande avec le jeune fils de Joe, Peadar Joe, qui a presque cinq ans, pour des vacances prolongées. Lorsque la Seconde Guerre mondiale éclate, Peadar Joe reste avec eux définitivement et, n'ayant pas d'enfant, ils l'élèvent dès lors comme leur fils. Peadar Joe fréquente l'école secondaire catholique payante du Belvedere College. 
En octobre 1969, Lile meurt. Peadar vend leur maison et déménage dans une chambre à louer à Dublin, puis reste chez un ami à Mullingar, Ned Gilligan. Il vit également avec Peadar Joe et sa famille. Il passe les sept dernières années de sa vie chez sa vieille amie Nora Harkin (en) à Monkstown, dans le comté de Dublin.
En 1985, Peadar O'Donnell écrit son dernier ouvrage pour publication, Not Yet Emmet, un compte-rendu de la rupture autour du traité de 1922,. En 1986, à l'âge de 93 ans, Peadar O'Donnell décède. Il laisse comme instructions qu'il ne doit y avoir « ni prêtres, ni politiciens, ni pompe » à ses funérailles. Ce souhait est exaucé. Après sa crémation au cimetière de Glasnevin, ses cendres sont déposées dans le caveau familial de sa femme Lile, au cimetière de Kilconduff à Swinford, dans le comté de Mayo.

## Écrits
Peadar O'Donnell publie ses premiers romans après la période révolutionnaire irlandaise, inspiré d'abord par son expérience d'instituteur dans le Donegal. Il publie son premier roman, Storm (Tempête), en 1925. Cet ouvrage est suivi par Islanders (Îliens) en 1928, qui est acclamé nationalement comme à l'étranger, le New York Times, le magazine conservateur de Londres The Spectator, publient des critiques élogieuses. Adrigoole, publié en 1929, se déroule dans le Donegal, mais se base sur l'histoire vraie des O'Sullivans, une famille de Cork morte de faim en 1927. C'est de loin le plus pessimiste de ses livres. Il est rapidement suivi par The Knife (Le Couteau) en 1930, puis On the Edge of the Stream (Sur le bord du courant) en 1934. O'Donnell écrit également en 1937 un livre sur son expérience dans l'Espagne révolutionnaire, Salud! An Irishman in Spain (Salud ! Un Irlandais en Espagne). Après les années 1940, O'Donnell consacre plus de temps à l'écriture et à la vie culturelle qu'à la politique, dont il se retire plus ou moins complètement.
O'Donnell publie encore The Big Windows en 1955 et Proud Island en 1975. Sa dernière œuvre, Not Yet Emmet: A Wreath on the Grave of Sean Murray, sur la rupture du camp républicain lors du traité de 1922 est publiée en 1985.
Certaines de ses œuvres sont traduites en gaélique, Islanders et Adrigoole ont ainsi été traduits en irlandais d'Ulster (Cúige Uladh, dialecte du Donegal) par Seosamh Mac Grianna sous le titre de Muintir an Oileáin et Eadarbhaile, respectivement. Toutes ses œuvres ont une forte conscience sociale. Elles sont marquées par l'engagement politique de O'Donnell et illustrent ses analyses socialistes de la société irlandaise.
Après la Seconde Guerre mondiale, O'Donnell dirige de 1946 à 1954, avec Róisín Walsh (en), la revue littéraire The Bell, après avoir participé à sa fondation en 1940 avec Seán Ó Faoláin, son premier rédacteur en chef. Sans négliger l'exigence littéraire de la revue, il lui donne alors une orientation plus à gauche avec un intérêt pour les questions sociales et politiques critiquant par exemple la censure d'État en Irlande, l'influence étouffante de l'Église et les tendances réactionnaires dans la littérature irlandaise. O'Donnell est l'un des quatre Irlandais sur la liste de George Orwell en 1948 des personnes inaptes au travail de propagande anticommuniste pour le département de recherche d'information du gouvernement britannique ; les autres étant Seán O'Casey, George Bernard Shaw et Cecil Day-Lewis.
Au total, O'Donnell a écrit sept romans et une pièce, ainsi que trois récits autobiographiques : The Gates flew Open (Les portes se sont ouvertes), 1932, sur son rôle dans la guerre d'indépendance irlandaise et la guerre civile ; Salud! An Irishman in Spain, 1937, sur son séjour en Espagne pendant la guerre civile espagnole et There Will Be Another Day (Il y aura un autre jour), 1963, récit de la campagne des rentes foncières dans les années 1920 et 1930.

## Œuvres
- 1925 : Storm, roman
- 1928 : Islanders, roman (traduit en irlandais par Seosamh Mac Grianna) ; Îliens, traduction française par Marthe et Rose-Marie Vassallo, 1998
- 1929 : Adrigoole, roman (traduit en irlandais par Seosamh Mac Grianna sous le nom d'Eadarbhaile)
- 1930 : The Knife, roman (publié comme There Will Be Fighting in America  )
- 1932 : The Gates Flew Open, journal de prison de la guerre civile irlandaise
- 1933 : Wrack, pièce de théâtre, créé pour la première fois en 1932
- 1934 : On the Edge of a Stream, roman
- 1937 : Salud! A Irishman in Spain, mémoires
- 1955 : The Big Window, roman
- 1963 : There Will Be Another Day, autobiographie
- 1975 : Proud Island, roman
- 1985 : Not Yet Emmet, témoignage historique